# Teatro della Concordia

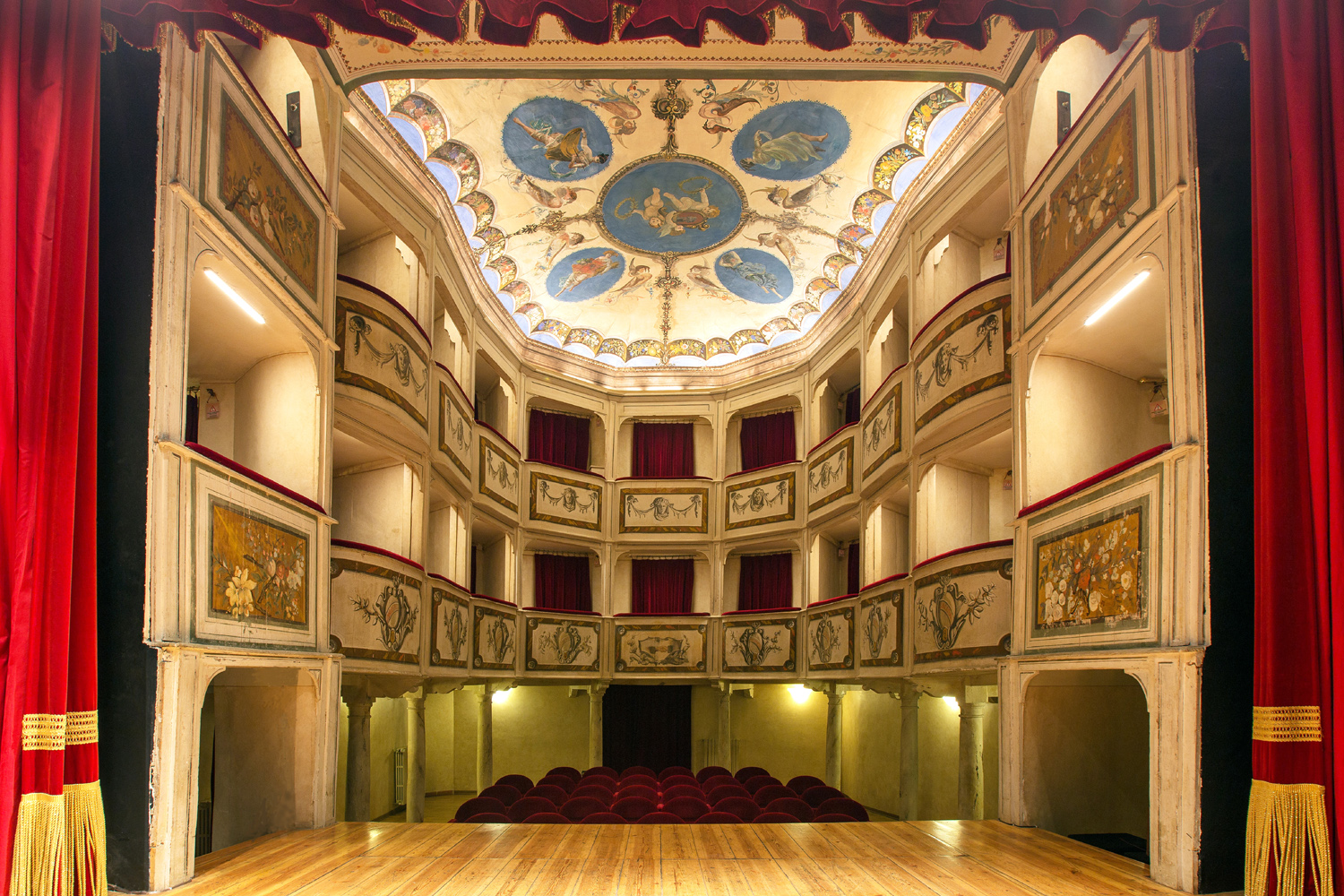
Teatro della Concordia in Monte Castello di Vibio. Parkett und Logen.

Das Teatro della Concordia (deutsch: Theater der Einigkeit) von Monte Castello di Vibio gilt als kleinstes Theater all’italiana der Welt. Die Bauweise dieses Theaters hat die Form einer Glocke, typisch für den italienischen Stil. Es verfügt über nur 99 Sitzplätze, verteilt auf 37 Logen- und 62 Parkettplätze. Der Zuschauerraum hat eine Fläche von 68 m², die Bühne umfasst 50 m² und die Eingangshalle 29 m². Das Teatro della Concordia ist öffentlich zugänglich und wird regelmäßig bespielt.

## Geschichte

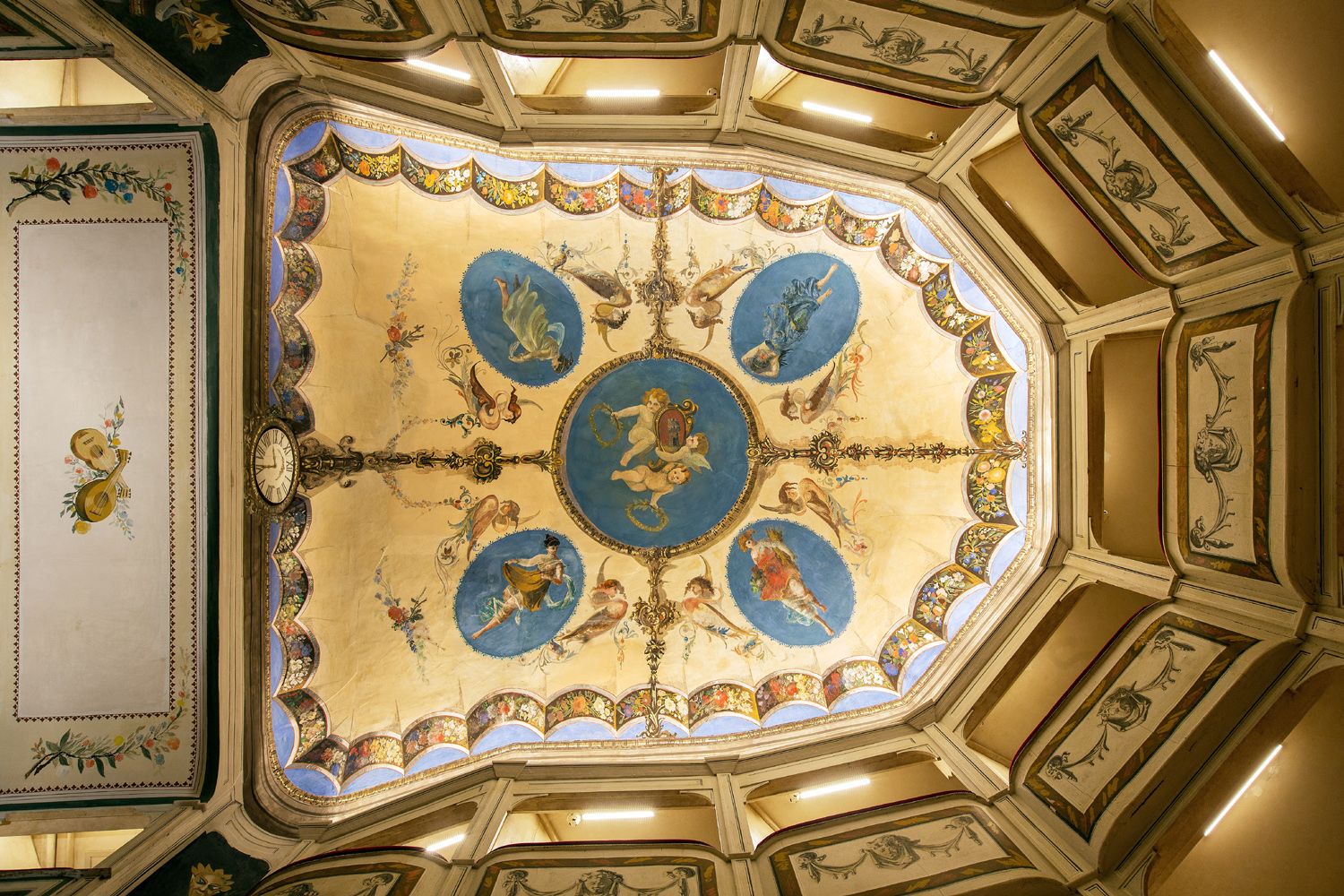
Teatro della Concordia in Monte Castello di Vibio. Deckenfresko von Luigi Agretti, 1892.

Das Theater wurde Anfang des 19. Jahrhunderts zur Zeit der Besetzung durch die Truppen Napoleons auf Wunsch von neun wohlhabenden, in Monte Castello di Vibio einheimischen Familien errichtet und 1808 eröffnet. Mit der Benennung Concordia – Einigkeit wollten die Erbauer an die Ideale der französischen Revolution von Freiheit, Gleichheit und Brüderlichkeit erinnern. Die Dekorationen, die Vorhänge sowie der Bühnenhintergrund wurden von dem aus La Spezia stammenden Maler Cesare Agretti ausgeführt. Dessen Sohn Luigi Agretti schuf 1892 im Alter von nur 15 Jahren Fresken für das Innere des Theaters.
1823 gründeten die damaligen Besitzer des Theaters die Accademia dei soci del Teatro della Concordia, eine Gesellschaft zur Führung des Hauses. 1951 wurde das Theater aufgrund seines schlechten baulichen Zustandes geschlossen und 1981, nach genau dreißig Jahren, von der Gemeinde erworben und anschließend restauriert. Die Restaurierung dauerte sieben Jahre und wurde von den Architekten Paolo Leonelli und Mario Struzzi geleitet. 1993 wurde das Theater durch den im selben Jahr gegründeten Verein Società del Teatro della Concordia wiedereröffnet. Edoardo Brenci, der Präsident dieses Vereins, plant seither in seiner ehrenamtlichen Funktion als Direktor sowie künstlerischer Leiter des Hauses eine Veranstaltungsreihe mit zahlreichen Theateraufführungen, Konzerten, Ausstellungen und Lesungen. 1997 wurde das Teatro della Concordia in einer Partnerschaft mit dem Teatro Farnese von Parma, verbunden. 2008 fand ein großer Festakt zum zweihundertjährigen Bestehen des Teatro della Concordia statt, bei dem die Sala Espositiva Nello Latini eingeweiht wurde, ein im Kellergeschoss des Theaters zum Andenken an Nello Latini, den Mitbegründer und ehemaligen Ehrenpräsidenten der Società del Teatro della Concordia, eingerichteter Ausstellungsraum.
Zu den bekannten Künstlern, die im Teatro della Concordia aufgetreten sind, zählen u. a. die italienische Schauspielerin Gina Lollobrigida sowie die österreichische Gitarristin Johanna Beisteiner.

## Galerie

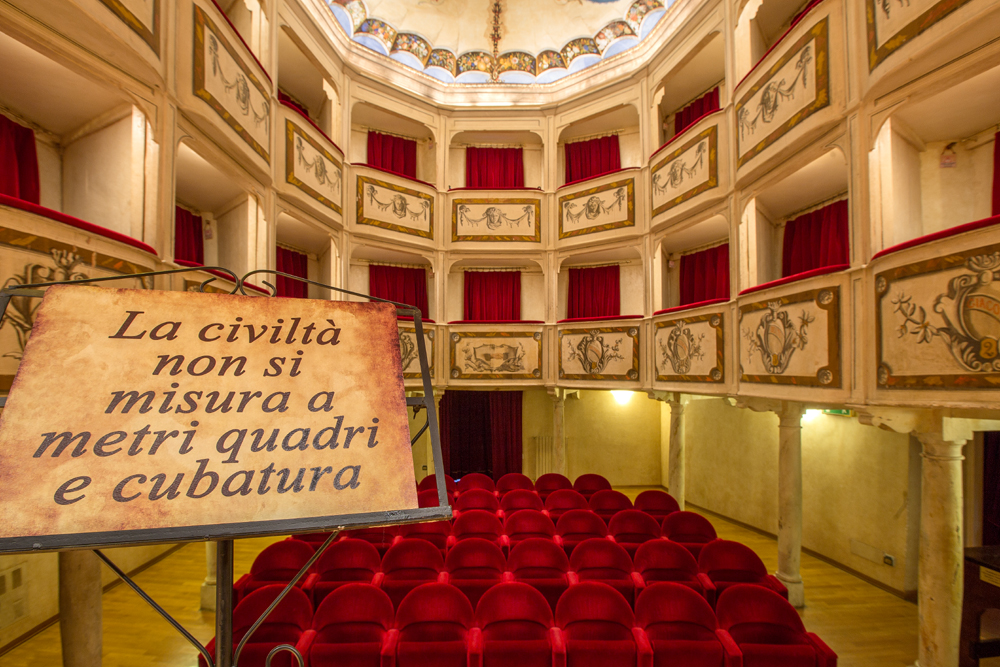
Zuschauerraum und Motto: „Die Gesellschaft misst sich nicht an Quadratmetern und Rauminhalt.“
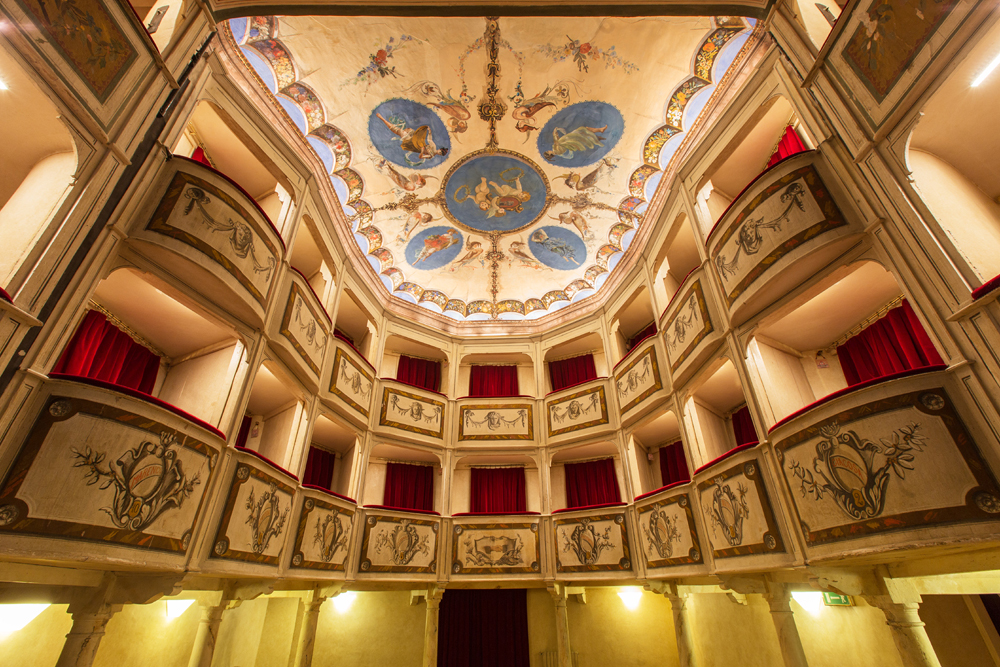
Logen und Teile des Deckenfreskos
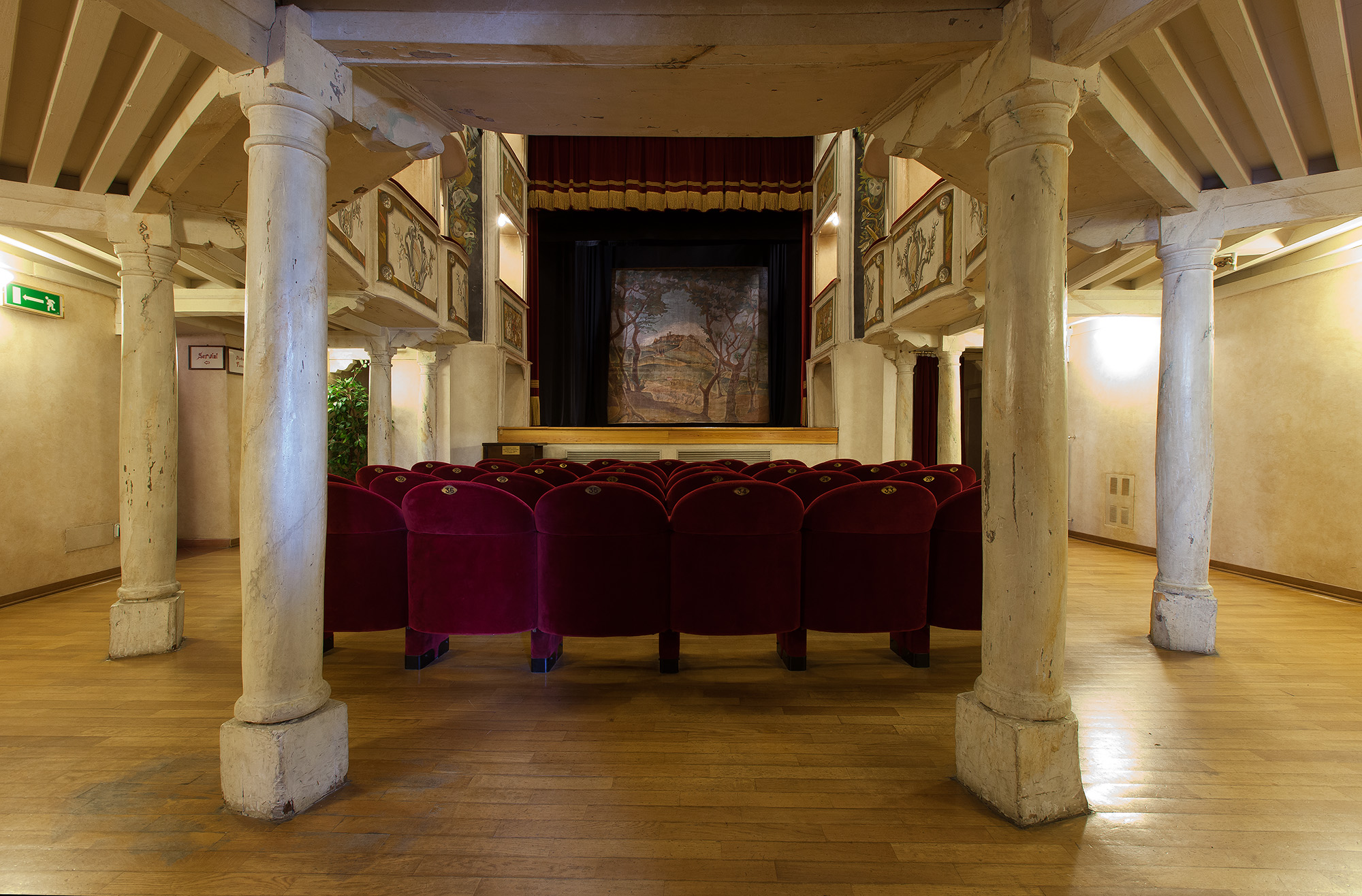
Parkett und Bühne
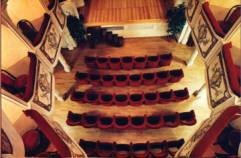
Zuschauerraum in Glockenform
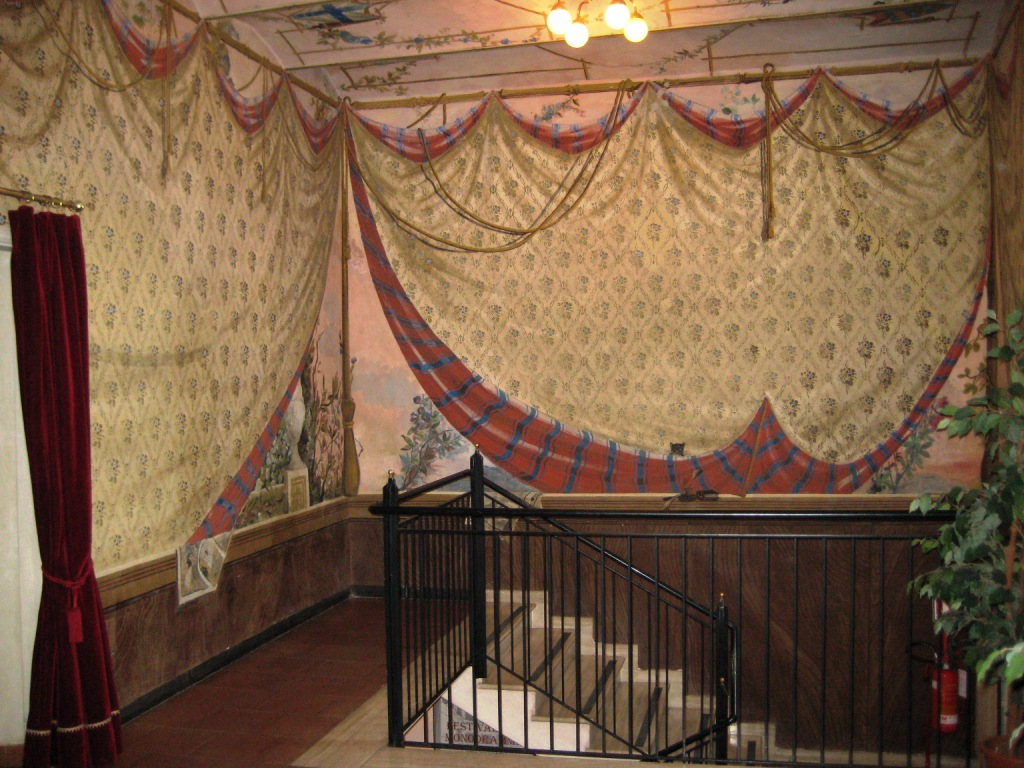
Eingangsbereich im 1. Stock
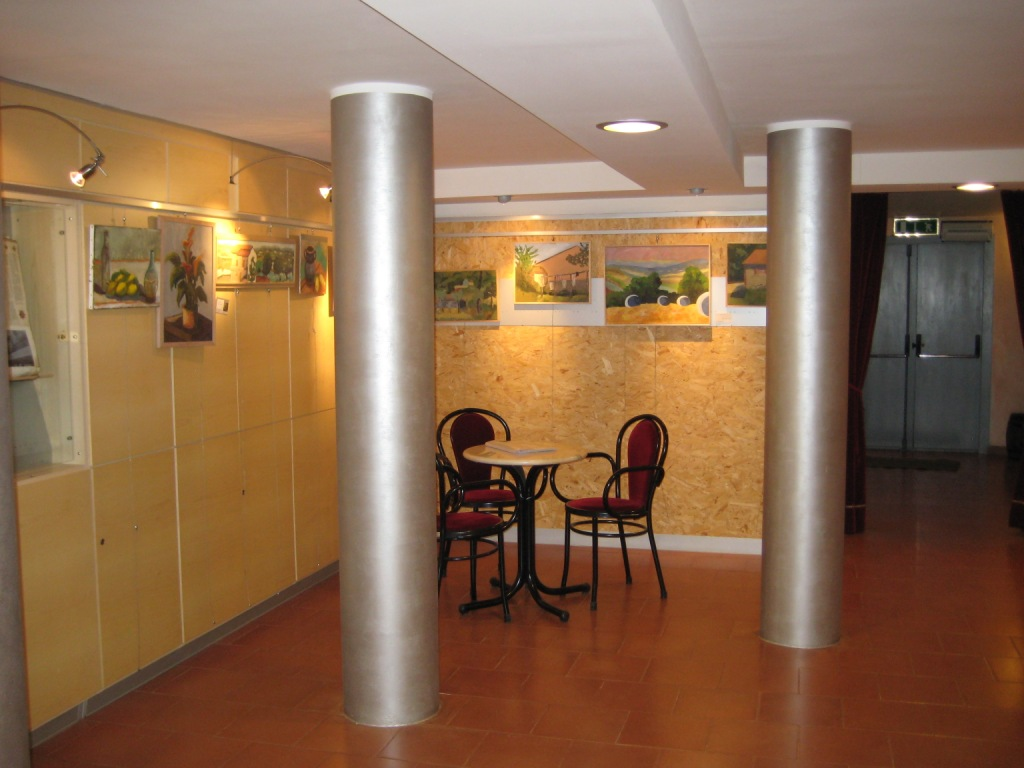
Ausstellungsraum Nello Latini
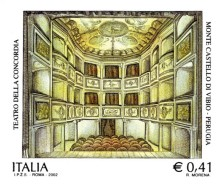
Italienische Briefmarke aus dem Jahr 2002 mit einer Darstellung des Teatro della Concordia